# شون جراف
شون جراف (19 مايو 1957 بملبورن في أستراليا - ) (بالإنجليزية: Shaun Graf)‏ هو لاعب كريكت أسترالي. شارك مع منتخب أستراليا الوطني للكريكت. أما مع فريق رياضي، فقد لعب مع فريق فكتوريا للكريكت ونادي مقاطعة هامبشاير للكريكت ‏ وفريق غرب أستراليا للكريكت ‏.

## وصلات خارجية
- شون جراف على موقع إي آس بي آن كريك إنفو (الإنجليزية)